# Rösholmen
Rösholmen, ibland stavat Rössholmen, är en mindre ö i Bohuslän, mittemellan Smögen och Kungshamn. Rösholmen tillhör Sotenäs kommun och Kungshamn som ort. Det finns ett flertal sommarbostäder på ön, och även två tennisplaner.

## Historia
På Rösholmen startade även Munkens konservfabrik, som 1933 sålde sin produktion till "Aktiebolaget Bröderne Ameln", numera känt som Abba Seafood. Tio år senare, 1943, flyttades hela Abbas produktion till ön. När företaget växte tog marken på Rösholmen slut och produktionen flyttades under tidigt 1970-tal till Hagaberg i Kungshamn, som ligger precis norr om Smögenbrons fäste på Kungshamnssidan.

### Kristens holme
På den angränsade holmen Kristens holme finns Rösholmens mack, där båtägare kan tanka diesel och blyfri bensin. Macken har öppet året om, men besöks av båtägare mer frekvent under sommarmånaderna.